# Masamune Shirow
Masamune Shirow (士郎 正宗?, Shirō Masamune), pseudonimo di Masanori Ōta (太田 まさのり?, Ōta Masanori; Kōbe, 23 novembre 1961), è un fumettista giapponese.

## Biografia
Nato a Kōbe, capitale della prefettura di Hyōgo, ha studiato pittura a olio presso l'Università delle arti di Osaka. Mentre frequentava il college sviluppò un interesse per i manga che lo portò a creare la sua prima opera completa: Black Magic, che venne pubblicata nella fanzine di fumetti Atlas. Il suo lavoro catturò l'occhio del presidente della Seishinsha, Harumichi Aoki, che si offrì di pubblicarlo.
Il risultato fu Appleseed, un volume dalla trama densa ambientato in un futuro ambiguo. La storia fece sensazione e vinse nel 1986 il Premio Seiun per il miglior manga. Dopo una ristampa professionale di Black Magic e un secondo volume di Appleseed, nel 1986 pubblicò il manga Dominion. Seguirono altri due volumi di Appleseed prima che iniziasse il lavoro su Ghost in the Shell.

## Distribuzione in Italia
In Italia le sue opere furono inizialmente pubblicate dalla fallita Granata Press (Black Magic e Dominion come monografici, Appleseed all'interno della rivista-contenitore Zero, mai completato).
In seguito Star Comics serializzò Ghost in the Shell all'interno della rivista-contenitore Kappa Magazine (rinominandolo Squadra speciale Ghost), in cui vennero pubblicati anche Dai Gassaku ed Exon Depot 3: ARMS, mentre pubblicò Orion in due volumetti monografici, Appleseed in quattro volumi e Dominion Conflict One in un volumetto.
Appleseed è stato ripubblicato in Italia da d/visual in una edizione completamente nuova, con senso di lettura originale e senza adattamenti onomatopeici per volere dello stesso autore. In modo simile viene riadattato e pubblicato dalla Star Comics Ghost in the Shell in volume unico, così come i volumi seguenti 1.5: Human Error Processer e 2: Man-Machine Interface.

## Fama
Masamune Shirow è uno dei creatori di manga più famosi nel mondo. Per un certo periodo fu addirittura più popolare all'estero che in Giappone. Fu tra i primi artisti ad essere pubblicato negli Stati Uniti grazie alla somiglianza tra il suo stile e quello dei fumetti tradizionali americani. Parte della sua popolarità è dovuta anche al film Ghost in the Shell che è tratto dall'omonimo manga di Masamune Shirow con la regia di Mamoru Oshii.
È noto anche per non aver mai completato per intero le storyline di alcune delle sue più note opere, quali Appleseed, Dominion, Black Magic e Ghost in the Shell.

## Opere

### Manga
- Black Magic (1983)
- Appleseed (1985-1989)
- Dominion (1986)
- Ghost in the Shell (1991)
- Orion (1991), fumetto di argomento fantasy-mitologico e fantascientifico
- Ghost in the Shell 1.5: Human-Error Processer (1991-1997)
- Ghost in the Shell 2: ManMachine Interface (1991-1997)
- Dominion - Conflict 1 (1995)
- Pandora in the Crimson Shell: Ghost Urn (2012-in corso), sceneggiatore, in collaborazione con Kōshi Rikudō ai disegni

### Altro
- 1992 - Intron depot 1: artbook illustrato fantascientifico che colleziona le sue opere dal 1981 al 1991
- 1996 - Appleseed Hypernotes
- 1998 - Intron Depot 2 - Blades:  artbook illustrato fantasy che presenta illustrazioni di personaggi femminili con corazze e spade
- 1999 - ARMS Calendar
- 2002 - Galgrease Series 1st Posterbooks su "Uppers": serie di 12 posterbook di stampo erotico. È stata prodotta una omonima raccolta di Trading Cards. successivamente sono stati ristampati e raccolti in 3 volumi con l'aggiunta di un trading card pack e un coupon utilizzabile per acquistare il Multi Purpose Binder e dei box speciali di trading cards contenenti carte promozionali.
- 2003 - Galgrease Series 2nd Posterbooks su "Uppers": seconda serie di 12 posterbook di stampo erotico.  È stata prodotta una omonima raccolta di Trading Cards. successivamente sono stati ristampati e raccolti in 3 volumi con l'aggiunta di un trading card pack e un coupon utilizzabile per acquistare il Multi Purpose Binder e dei box speciali di trading cards contenenti carte promozionali.
- 2003 - Intron Depot 3 - Ballistics: artbook illustrato di tema militare che presenta illustrazioni di personaggi femminili armate con armi da fuoco
- 2004 - Galgrease EXTRA su "Uppers": 4 ulteriori posterbook pubblicati prima della chiusura definitiva di "Uppers"
- 2004 - Intron Depot 4 - Bullets: Artbook illustrato a colori che colleziona le sue opere dal 1995 al 1999.
- 2004 - TOGIHIME ZOHUSHI: portfolio/calendario con 12 stampe A3 di altissima qualità di stampo erotico/mitologico
- 2004 - TOGIHIME ZOHUSHI KOBANG!: versione in mini book formato custodia CD di Togihime Zoushi. È presente una versione alternativa di ogni immagine (un cofanetto che racchiude 2 custodie CD contenenti le 12 stampe in 2 versioni)
- 2006 - TOGIHIME ZOHUSHI NO NI: nuova uscita di togihime zoushi presentata questa volta in un particolare "concertina style"
- 2009 - KOKIN TOGIHIME ZOHUSHI SHU: splendido artbook di togihime, offre nuovi artwork di una qualità mai vista prima. Pare che in origine fosse previsto come "Intron Depot 5 - Yamataiko"
- 2009 - Pieces 1 - Premium Gallery
- 2010 - Pieces 2 - PhantomCats
- 2010 - Pieces 3 - Wild Wet Quest
- 2010 - Pieces 4 - Hellhound - 01
- 2011 - Pieces 5 - Hellhound - 02
- 2011 - Pieces 6 - Hellcat
- 2011 - Pieces 7 - Hellhound - 01&02作業雑記＋α
- 2012 - Pieces 8 - Wild Wet West
- 2012 - W-Tails Cat 1 (Galhound+)
- 2012 - Pieces 9
- 2012 - Intron Depot 5 - Battalion
- 2013 - W-Tails Cat 2 (Galhound+)
- 2013 - Intron Depot 6 - Barbwire 01
- 2013 - Intron Depot 7 - Barbwire 02
- 2014 - Greaseberries 1

## Adattamenti

### Film
- 1987 - Black Magic M-66, diretto da Hiroyuki Kitakubo e Masamune Shirow (questo è l'unico anime per cui Shirow abbia partecipato direttamente alla produzione)
- 1988 - Appleseed, diretto da Kazuyoshi Katayama
- 1995 - Ghost in the Shell, diretto da Mamoru Oshii, tratto dalla prima serie del manga omonimo
- 2004 - Ghost in the Shell 2 - Innocence, diretto da Mamoru Oshii, seguito del film precedente e tratto in parte dal primo volume del manga omonimo
- 2004 - Appleseed diretto da Shinji Aramaki
- 2007 - Appleseed Ex Machina diretto da Shinji Aramaki con la produzione di John Woo
- 2017 - Ghost in the Shell, regia di Rupert Sanders

### Home Video
- 1988 - Dominion Tank Police
- 1992-1993 - New Dominion Tank Police

### Televisione
- 2002 - Ghost in the Shell: Stand Alone Complex, regia di Kenji Kamiyama (serie di 52 episodi da 25 minuti)
- 2006 - Ghost in the Shell: Stand Alone Complex - Solid State Society, regia di Kenji Kamiyama (film da 105 minuti, seguito di Ghost in the Shell: Stand Alone Complex)
- 2013 - Ghost in the Shell: Arise, regia di Kazuchika Kise (OAV di 5 episodi da 58 minuti)
- 2011 - Appleseed XIII, regia di Takayuki Hamana (serie di 13 episodi da 25 minuti)

### Videogiochi
- 1996 - Horned Owl, sviluppato da Alfa System per PlayStation.
- 1997 - Ghost in the Shell, sviluppato e prodotto da THQ per PlayStation.
- 1998 - Yarudora: Sampaguita, sviluppato da Sugar & Rockets e SCE Studios Japan; prodotto da SCE e Production I.G.
- 2004 - Ghost in the Shell: Stand Alone Complex, sviluppato da Cavia e prodotto da Atari e Bandai per PlayStation 2.
- 2005 - Ghost in the Shell: Stand Alone Complex, sviluppato da G Artists e prodotto da Atari e Bandai per PSP.
- 2008 - Fire Emblem: Shadow Dragon - Shirow si occupa di illustrare gli artwork dei personaggi

### Altro
- 2004 -Ghost in the Shell 2: Innocence - Music Video Anthology.